# Dančanje
Dančanje je naselje u Republici Hrvatskoj, u sastavu Općine Ston, Dubrovačko-neretvanska županija. 

## Stanovništvo
Prema popisu stanovništva iz 2001. godine, naselje je imalo 31 stanovnika te 11 obiteljskih kućanstava.
| broj stanovnika | 124   | 117   | 111   | 120   | 129   | 121   | 117   | 101   | 101   | 104   | 87    | 57    | 49    | 44    | 31    | 27    | 31    |
|                 | 1857. | 1869. | 1880. | 1890. | 1900. | 1910. | 1921. | 1931. | 1948. | 1953. | 1961. | 1971. | 1981. | 1991. | 2001. | 2011. | 2021. |

## Poznate osobe
- Pero Tutavac Bilić, hrvatski publicist, pisac, prevoditelj i jezikoslovac.